# Хан Джі Сон
Хан Джі Сон (кор. 한지성, англ. Han Ji-sung), більш відомий за псевдонімом Хан (англ. Han, кор. 한) — автор пісень, продюсер, репер та вокаліст південнокорейського бой-бенду Stray Kids компанії JYP Entertainment. За даними Корейської асоціації музичних авторських прав (КОМСА) на його ім'я зареєстровано 168 композиції.

## Біографія
Хан Джі Сон народився 14 вересня 2000 року в Інчхоні, Південна Корея. Крім нього в родині є ще старший брат. Довгий час жив у Малайзії, де і закінчив середню школу. До Південної Кореї він повернувся для того, аби скласти тест. Мав тільки одну мрію — стати айдолом. Але, якби у нього не вийшло дебютувати, то він продовжив би вчитися і пішов би шляхом на який його направили б батьки.
Має пса породи Бішон Фрізе на прізвисько Ппама (кор. 빠마).

## Кар'єра

### До дебюту
Після того, як Джі Сон повернувся до Південної Кореї він усвідомив, що якщо він повернеться до Малайзії то з його мрією працювати у музичній сфері можна попрощатися. Тому він домовився з батьками, що якщо впродовж року в нього не вийде приєднатися до компанії то повернеться і продовжить своє навчання.
Джі Сон навчався у DEF MUSIC ACADEMY, де відвідував Def Dance Skool і Def Applied Music Skool.
Він абсолютно випадково пішов на прослуховування до JYP Entertainment. За словами Джі Сона, ідея піти на те прослуховування, належала його другові з яким вони разом ходили на проби та до інших компаній. У групі молодих людей разом з якими він зайшов до кімнати, де вони проходили прослуховування, Джі Сон був єдиним хто читав реп. І після, його попросили прийти знову.
Наприкінці 2016 року Джі Сон став частиною юніту 3RACHA разом Бан Чаном (СВ97) та  Чанбіном (SPEARB). Сценічне ім'я Хана в 3RACHA — J.ONE. Його прізвище 한 (звучить укр. Хан) в перекладі на англ. «one» (укр. «один»), а «J» — перша літера в романізації його імені Ji-sung (Джі Сон). 18 січня 2017 року вони опублікували свій перший мікстейп J:/2017/mixtape на SoundCloud.
Коли пізніше було анонсовано, що JYP Entertainment та Mnet працюють над запуском нового реаліті-шоу, метою якого буде дебют нової чоловічої групи, Джі Сон увійшов до складу «Male Group Project».

### Дебют і подальша діяльність

#### 2017—2020 роки
Перед офіційним дебютом Stray Kids декілька учасників гурту обрали собі нові сценічні імена, включаючи і Джі Сона. Він використовує не своє ім'я, як більшість учасників Stray Kids, а своє прізвище як псевдонім. Його прізвище кор. 한 (звучить укр. Хан) в перекладі на англ. «one» (англ. «один»). Обравши собі таке сценічне ім'я Хан сподівається залишити свій відбиток у музичній сфері
Stray Kids дебютували 25 березня 2018 року зі своїм дебютним шоукейсом Stray Kids Unveil: Op. 01: I Am Not на Jang Chung Arena в Сеулі.
Хан продовжує і далі створювати музику разом з двома іншими продюсерами юніту 3RACHA.
В березні 2019 з'явився у Kings of Masked Singer у першому раунді його персонаж ‹Imgeokjjeong› та персонаж іншого учасника ‹Chuno› виконали пісню «Me After You» виконавця Пола Кіма/ У раунді викриття Хан заспівав «D (Half Moon)», виконавців Dean та Gaeko.
16 грудня 2019 року JYP Entertainment випустили заяву про здоров'я Хана і зміни в його майбутньому розкладі. Там було сказано, що у нього були симптоми тривожного розладу і він відчував напруження, знаходячись у великих групах людей. Хан інтроверт, він сам неодноразово говорив про те, що відчуває дискомфорт, коли його оточує багато незнайомих людей, але знаходячись поміж інших учасників гурту він наче зовсім інша людина, активний і багато розмовляє та жартує.
8 травня 2020 Хан випустив свою першу сольну пісню «Close» та музичне відео в рамках SKZ-PLAYER. Лірика до цієї композиції була написана завдяки сцені на початку фільму «Близькість» 2004 року, де молода жінка зустрічає поглядом гарного незнайомця на вулицях багатолюдного міста. Ідея про зв'язок, який виникає від початку і бажання побачити когось та хотіти дізнатись абсолютно все про цю людину, вразила Хана, особливо у той час, коли люди відчувають, що вони віддаляються один від одного все більше.
«I Got It», друга сольна композиція вийшла 6 листопада 2020, в рамках SKZ-RECORD. «I Got It» має схоже звучання до корейського сленгового виразу «Замовкни» (кор. 아가리).

#### 2021 рік
29 січня 2021 була опублікована ще одна сольна пісня Хана «외계인 (Alien)» (укр. «інопланетянин») у рамках  SKZ-RECORD. У ліриці йшлося про почуття самотності і «відчуття себе інопланетянином, який впав на Землю».
«Wish You Back» була опублікована 24 квітня 2021 у рамках SKZ-RECORD. В тексті виражено відчуття болю і бажання повернути кохання, бути поруч з людиною, яку кохаєш.
19 травня 2021 був гостем разом з Лі Ноу та Синміном на Day6 Kiss The Radio (DeKiRa), ведучим якого є Йонкей із гурту DAY6.
5 червня 2021 була опублікована «HaPpY» в рамках SKZ-RECORD. У ліриці йшлося про те як можна бажати бути щасливим тій людині, яка залишила вас вже дуже давно.
Разом з Лі Но 7 червня 2021 був гостем на Day6 Kiss The Radio (DeKiRa) DAY6.
Хан не дуже часто проводить особисті трансляції у додатку V LIVE, і декілька разів він з‘являвся на трансляціях Бан Чана Chan's Room.
Хан, разом із іншими учасниками продюсерської команди 3Racha, з'явився у 14 епізоді шоу «Loud» для колаборації із учасниками «команди JYP». Разом з Юн Міном, Чо Ду Хьоном, Лі Ге Хуном, Міцуюкі Омару, Окамото Кейджу та Лі Дон Хьоном вони виконали композицію «Back Door», до якої учасники «Loud» внесли зміни у ліриці.
31 грудня в соціальних мережах гурту з'явилося відео на композицію «#LoveSTAY», яка стала новорічним подарунком для фанатів. Відео містило нарізку кадрів зі знімання музичних кліпів, інших розважальних проєктів Stray Kids та безпосередньо відео із запису самої композиції в студії. У ліриці учасники звертаються до своїх шанувальників та висловлюють свою подяку за підтримку, яку вони від них отримують від початку дебюту і дотепер.

## Особиста діяльність
| Дата виходу | Назва                                                                                   | Прим.                          |
| ----------- | --------------------------------------------------------------------------------------- | ------------------------------ |
| 09/09/2018  | Bang Chan X Changbin X HAN \| [Stray Kids: SKZ-PLAYER]                                  | [ 30 ]                         |
| 08/05/2020  | HAN «Close» \| [Stray Kids: SKZ-PLAYER]                                                 | [ 31 ]                         |
| 20/07/2020  | 찬스(CHANCE) «한 장 더» / 한 번 더 리플레이 «Ice Americano» \| [Stray Kids: SKZ-RECORD] | Результат роботи Two Kids Song |
| 24/08/2020  | HAN, Seungmin «Congratulations» Cover (원곡: DAY6) \| [Stray Kids: SKZ-RECORD]          | [ 33 ]                         |
| 05/11/2020  | HAN «I GOT IT» \| [Stray Kids: SKZ-RECORD]                                              | [ 34 ]                         |
| 29/01/2021  | HAN «외계인 (Alien)» \| [Stray Kids: SKZ-RECORD]                                        | [ 35 ]                         |
| 24/04/2021  | HAN «Wish You Back» \| [Stray Kids: SKZ-RECORD]                                         | [ 36 ]                         |
| 05/06/2021  | HAN "HaPpY" \| [Stray Kids: SKZ-RECORD]                                                 | [ 37 ]                         |
| 31/12/2021  | Stray Kids «#LoveSTAY»                                                                  | [ 38 ]                         |
| 10/02/2022  | HAN, Seungmin «Zombie» Cover (원곡: DAY6) [Stray Kids: SKZ-RECORD]                      | [ 39 ]                         |